# سد مائورگای
سد مائورگای (به لاتین: Maoergai Dam) یک سد در چین است که در Mao County, Ngawa Prefecture, Sichuan واقع شده‌است.